# 오쿠다이라 마사아키라

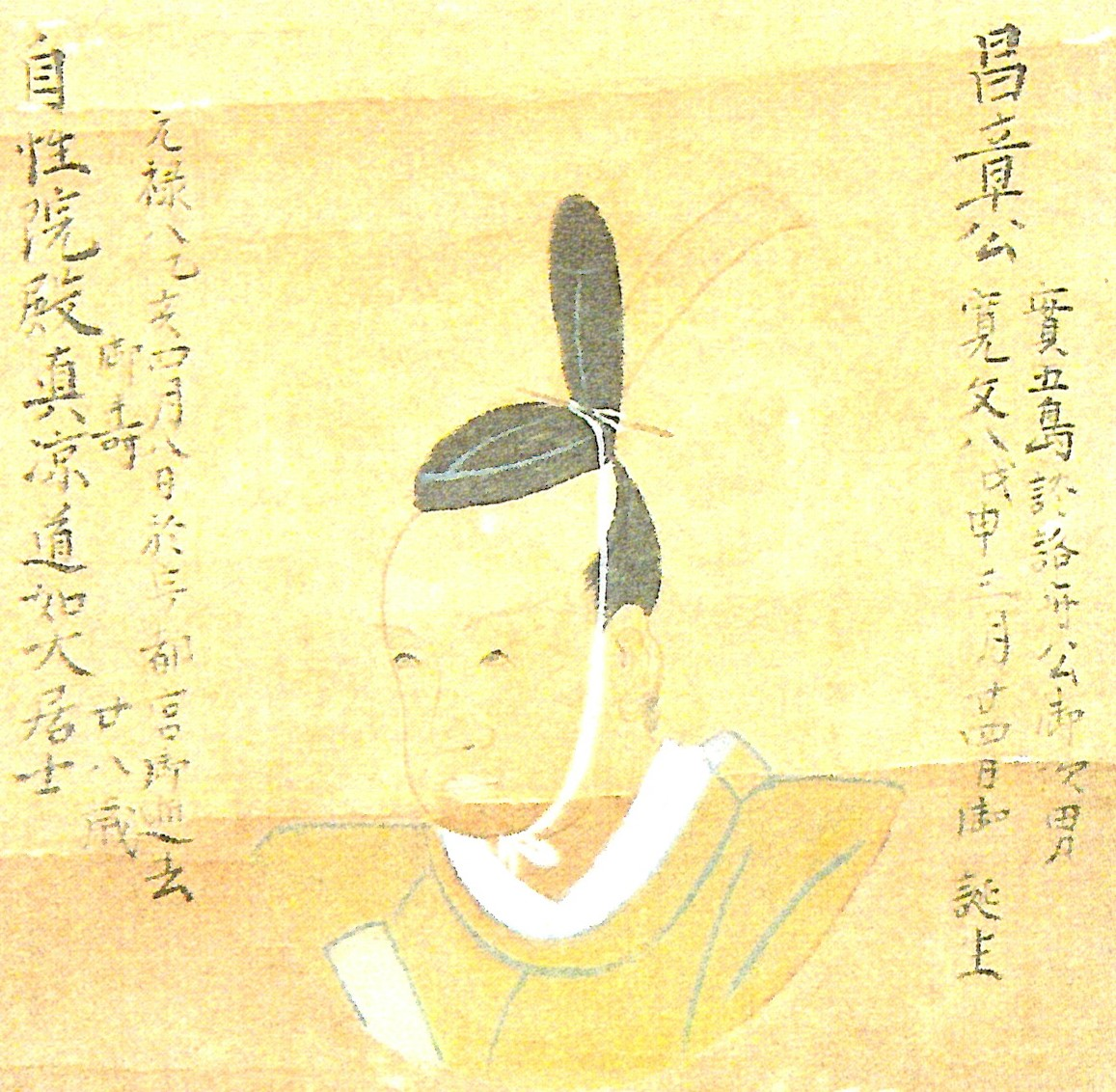
오쿠다이라 마사아키라

오쿠다이라 마사아키라(일본어: 奥平昌章, 1668년 5월 5일 ~ 1695년 5월 20일)는 일본 에도 시대의 다이묘로, 야마가타번의 2대 번주, 우쓰노미야 번의 초대 번주이다.
간분 8년(1668년) 3월 24일, 후쿠에번주 고토 모리카쓰의 둘째 아들(셋째라고도 함)로 태어났다. 어머니는 오쿠다이라 다다마사의 넷째 딸로, 마사아키라는 오쿠다이라 마사요시의 외조카에 해당한다. 간분 12년(1672년), 마사아키라는 야마가타 번주였던 마사요시의 말기양자로 입적되어, 마사요시가 사망함에 따라 번주직에 올랐다. 덴나 원년 12월 27일(1682년 2월 4일), 종5위하, 미사사카노카미에 서임되었다. 데이쿄 2년(1685년) 6월 22일에는 우쓰노미야 번으로 전봉되었고, 데이쿄 4년(1687년)에는 가라스야마 번주 나스 스케나리가 영지를 몰수당하자 가라스야마 성 접수 역할을 맡았다. 겐로쿠 8년(1695년) 4월 8일에 28세로 사망하였다. 둘째 아들 마사시게가 그 뒤를 이었다.
| 전임 오쿠다이라 마사요시 | 제2대 야마가타번 번주 (오쿠다이라 가문) 1672년 ~ 1685년 | 후임 홋타 마사나카 |

| 전임 혼다 다다히라 | 제1대 우쓰노미야 번 번주 (오쿠다이라 가문, 재봉) 1685년 ~ 1695년 | 후임 오쿠다이라 마사시게 |